# Karma Pakshi
Karmapa
Düsum Khyenpa Rangjung Dorje
Karma Pakshi (tibétain : ཀར་མ་པ་ཀཤི་, Wylie : karma pak shi, 1204 à Kyillé Tsakto -9 avril 1283 à Tsourphou), est le second Karmapa, premier tulkou reconnu au Tibet. Pakshi est un titre mongol donné par les empereurs mongols signifiant  « grand maître ».

## Biographie
Descendant du roi tibétain Trisong Detsen, il est né en 1204 dans une famille de yogi à Kyillé Tsakto, dans le Kham au Tibet oriental, il fut nommé Chözin par Khaché Panchèn. Considéré comme un enfant doué, car à l’âge de 10 ans, il a une solide connaissance de la philosophie du dharma et de la méditation. Il eut pour maître spirituel Pomdrakpa qu'il rencontra alors qu'il se rendait au Tibet central pour y poursuivre ses études, qui a reçu l’enseignement Kagyupa de Drogön Rechen, l'héritier spirituel du 1er Karmapa. Pomdrakpa pensa que l'enfant était la réincarnation du 1er Karmapa en raison des indications décrites dans une lettre du précédent Karmapa donnée à Drogön Rechen. Le jeune Karma Pakshi assimila ses enseignements sans efforts et fut capable de mémoriser un texte dès la première lecture. Pomdrakpa lui transmit l’ensemble des enseignements liés à la lignée karma-kagyu. Karma Pakshi réalisa ensuite une longue retraite méditative, visita et restaura des monastères fondés par le 1er Karmapa. Il popularisa le chant mélodique du mantra de la compassion Om mani padme hum au Tibet. Il fit construire le monastère de Chartchok Poungri ( Wylie : shar phyogs spung ri à Garzê) où il demeura 12 ans.
En 1251, le 2e Karmapa est invité par Kubilai Khan à son palais de 'Ur tu (horde) où il arriva en 1254. Il y séjourna trois ans, pour ne pas causer de conflits avec l'école Sakyapas, très influente auprès de Kubilai à cette époque. Pendant les dix années suivantes, il voyage en Chine, en Mongolie et au Tibet, en donnant des enseignements.
En voyage vers le nord, il fonde un monastère ('phrul snang sprul pa'i lha khang) dans la région de Hor,.
Il reconnaît Möngke, Khagan de l'Empire mongol (r. 1251-1259), comme un de ses anciens disciples. Après la mort de Möngke, son successeur est Kubilai Khan qui deviendra par la suite le premier empereur de Chine de la dynastie Yuan, installé à Khanbalik (actuelle Pékin).
Kubilai Khan avait conservé rancune envers le Karmapa car ce dernier avait refusé de rester à la cour les années précédentes et qu’il avait l'impression qu'il était plus proche de son frère Möngke. Kubilai ordonna l’arrestation de Karmapa. qui y échappa par des prodiges miraculeux. Il aurait gelé sur place un bataillon de 37 000 soldats par le pouvoir d’un mudra et de la compassion. Il est finalement laissé capturer et exilé. Il retourne au Tibet à la fin de sa vie, et fait construire une statue du Bouddha de 16 mètres de haut dans un temple à Tsourphou, pour réaliser un rêve qu'il avait eu. La statue faite de bronze et d'or qui abritait des reliques du Bouddha Gautama et de certains de ses disciples fut dynamitée par les gardes rouges durant la révolution culturelle. Peu avant sa mort, il donna des instructions à Orgyenpa Rinchen Pal, son disciple principal, concernant sa prochaine incarnation. Il mourut le 3e jour du 3e mois de l'année de la brebis d'eau (9 avril 1283)

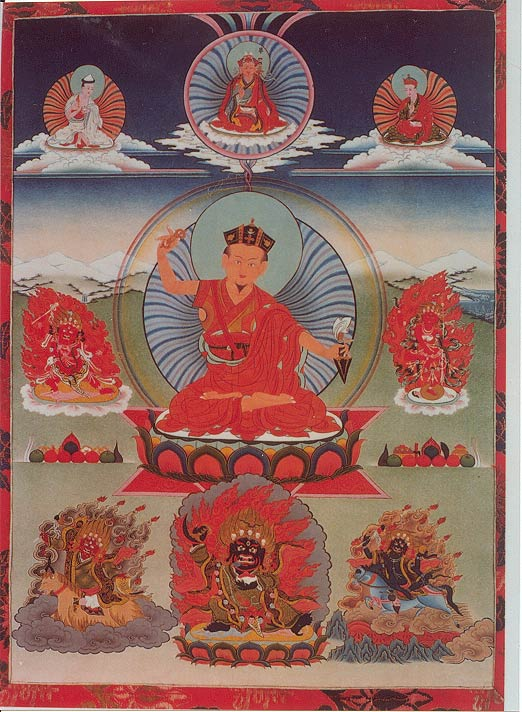
Mandala de Karma Pakshi

Le 1er Yongey Mingyour Dorjé, le terton Rigdzin Mingyur Dorje Drakpo Nuden Tsal, qui à un jeune âge eut des visions de Karma Pakshi composa un sadhana au maître dédiée à Karma Pakshi : L'esprit du trésor (gongter).
Cette initiation de Karma Pakshi est donnée par le Karmapa et d'autres lama karma kagyu comme Tenga Rinpoché